# Seubersdorf in der Oberpfalz
Seubersdorf in der Oberpfalz (ufficialmente Seubersdorf i. d. OPf., letteralmente "Seubersdorf nell'Alto Palatinato") è un comune tedesco di 5 087 abitanti, situato nel land della Baviera.